# Geschiedenis van de Jin
De Geschiedenis van de Jin of Jinshi is een van de boeken uit de Vierentwintig Geschiedenissen, de verzameling officiële geschiedenissen van Chinese keizerlijke dynastieën. Het werk is tot stand gekomen in 1344 en beschrijft de geschiedenis van de Jin-dynastie van de Jurchen (1115-1234).

## Ontstaan
In 1343 kreeg een groep historici namens keizer Toghun Temür (1333-1370) opdracht om een geschiedenis samen te stellen van de Jin-dynastie. De groep behoorde tot het 'Yuan Instituut voor Nationale Geschiedschrijving' (Yuan Guoshi yuan, 元国史院) en stond formeel onder leiding van Tuotuo (脫脫, Toghto, 1313-1355). Hij was als eerste minister de op dat moment machtigste functionaris aan het hof. Het boek werd reeds in 1344 gepresenteerd, gelijktijdig met de Liaoshi.
De Jinshi behoort tot de betere standaardgeschiedenissen. Dit kwam vooral door toedoen van Wang E (王鶚, 1190-1273), een hoge Jin functionaris. Dankzij zijn inzet zijn de historische documenten en geschiedenissen (waaronder zijn eigen Jinshi, 金史, 'Geschiedenis van de Jin') niet vernietigd toen de Jurchen in 1234 werden onderworpen door de Mongolen. De documenten werden daarna overgedragen aan de Yuan Guoshi yuan.

## Inhoud
De Jinshi bevat 135 juan. Tuotuo volgde de indeling van de Shiji en de Hanshu:
| dynastieke geschiedenis | benji (annalen) | shijia (erfelijke geslachten | biao (tabellen) | shu (verhandelingen | liezhuan (biografieën) | Totaal aantal juan |
| ----------------------- | --------------- | ---------------------------- | --------------- | ------------------- | ---------------------- | ------------------ |
| Jinshi                  | 19              | -                            | 4               | 39                  | 73                     | 135                |

Als enige standaardgeschiedenis bevat de Jinshi een lijst van missies uit het buitenland, die een bezoek aan het hof van de Jin hebben gebracht. Verder bevat Juan 135, Jinguo yujie (金國語解, 'uitleg van het Jin in de Chinese taal') een lijst van niet-Chinese namen en begrippen met hun Chinese equivalenten. Dit hoofdstuk is sindsdien een belangrijke bron bij de studie van de taal van de Jurchen.

## Chinese tekst
- 脫脫, 《金史》(135卷), 北京 (中華書局), 1975 (Tuotuo, Jinshi (135 juan), Beijing (Zhonghua shu ju), 1975), 8 delen, 2906 pp.

Herdrukt 1999, ISBN 9787101021288. De Zhonghua uitgave van de Vierentwintig Geschiedenissen is de meest gebruikte uitgave. De teksten zijn voorzien van leestekens, ingedeeld in paragrafen en geschreven in traditionele karakters.

## Vertalingen
Er is geen volledige vertaling van de Jinshi. Er zijn wel vertalingen van losse hoofdstukken:
- Franke, Herbert, 'Chinese Texts on the Jurchen. Translation of the Jurchen monograph in the "San ch'ao pei meng hui pien", in: Zentralasiatische Studien (des Seminars für Sprach- und Kulturwissenschaft Zentralasiens der Universität Bonn), 9 (1975), pp. 119–186.

Met San ch'ao pei meng hui pien zijn de drie standaardgeschiedenissen bedoeld die tijdens de Yuan-dynastie zijn samengesteld. Dit waren naast de Jinshi de Liaoshi en de Songshi.
- Franke, Herbert, 'Chinese Texts on the Jurchen II. Translation of Chapter One of the Chin shih', in: Zentralasiatische Studien (des Seminars für Sprach- und Kulturwissenschaft Zentralasiens der Universität Bonn), 12 (1978), pp. 413–452.